# Æthelweard (Hwicce)
Æthelweard (auch Ædiluueardus, Ediluuard) war ein angelsächsischer König der Hwicce im frühen 8. Jahrhundert.

## Leben
Æthelweard war ein Sohn und Nachfolger des Königs Oshere. Die Brüder Æthelheard und Æthelweard folgten vor 706 als subregulus (Unterkönig) gemeinsam auf den Thron. Einige Historiker gehen davon aus, dass die Brüder Æthelheard, Æthelweard, Æthelric und Æthelberht gemeinsam regierten.
Die wenigen bekannten Fakten seines Lebens ergeben sich aus Urkunden, die er ausstellte oder als Zeuge unterschrieb: 692 unterzeichneten Æðilheard, Æðilweard, Æðelberht und Æðelric eine Landschenkung Æthelred von Mercias an den Mönch Oslaf. Im Jahr 693 bezeugten die vier Brüder, dass Oshere „zur Erlösung seiner Seele“ Cuthswith, der Äbtissin von Penintanham (wahrscheinlich Inkberrow, Worcs.), Land überließ. Zwischen 704 und 709 verkauften Ædilheardus und Ædiluueardus ohne Angabe ihres Titels Land.
Im Jahr 706 bedarf er als subregulus der Zustimmung des Königs Cenred von Mercia um Ländereien an Bischof Ecgwine zu verschenken. Das letzte bekannte Zeugnis Æthelweards ist eine Urkunde des Königs Æthelbald von Mercia aus dem Jahr 716/717, die er als „Æþeluuard dux“ unterzeichnete. Æthelweards Todesdatum ist unbekannt.